# Langues kayaniques
Les langues kayaniques sont un sous-groupe de langues de la branche malayo-polynésienne des langues austronésiennes.
Elles sont parlées sur l'île de Bornéo, en Indonésie et en Malaisie par les Kayan.

## Particularités du groupe

Les langues philippines-bornéo.

Les langues kayaniques sont souvent présentées comme étant apparentées, avec d'autres groupes de langues parlés sur l'île de Bornéo aux langues philippines et formant un groupe philippines-bornéo.
Cette parenté est rejetée par Blust et Adelaar. Pour ces deux linguistes, les langues kayaniques forment un sous-groupe des langues malayo-polynésiennes occidentales.
Blust exclut les langues kayaniques de son groupe bornéo du Nord, ainsi que d'autres groupes présents sur l'île, les langues dayak des terres et les divers groupes barito.

## Liste des langues
Les langues kayaniques sont :
- langues kayan  
  - bahau
  - mahakam kayan
  - baram kayan
  - busang kayan
  - kayan de la rivière
  - mendalam kayan
  - rejang kayan
  - wahau kayan
- langues modang  
  - modang
  - segai
- langues punan de Muller-Schwaner  
  - aoheng
  - hovongan
  - kereho
  - punan aput
  - punan merah
- bukat
- murik

## Sources
- (en) Adelaar, Alexander, The Austronesian Languages of Asia and Madagascar: A Historical Perspective, The Austronesian Languages of Asia and Madagascar, pp. 1-42, Routledge Language Family Series, Londres, Routledge, 2005,  (ISBN 0-7007-1286-0)